# Хассан Наєбага
Хассан Наєбага (перс. حسن نایب‌آقا, нар. 17 вересня 1950, Тегеран, Іран) — іранський футболіст, що грав на позиції півзахисника. Виступав, зокрема, за клуб «Хома», а також національну збірну Ірану. Після завершення кар'єри — політик та громадський діяч.

## Клубна кар'єра
Футбольну кар'єру провів у клубі «Ома». В 1975 році разом з командою здобув бронзові медалі чемпіонату Ірану, а 1976 року — срібні.

## Виступи за збірну
1976 року дебютував в офіційних матчах у складі національної збірної Ірану. Протягом кар'єри у національній команді провів у формі головної команди країни 12 матчів.
У складі збірної був учасником кубка Азії з футболу 1976 року в Ірані, здобувши того року титул переможця турніру. Також брав участь у чемпіонаті світу 1978 року в Аргентині, де провів два матчі.

## Життя поза футболом
Після Ісламської революції в Ірані Наєбага приєднався до Організації моджахедів іранського народу, яка бореться проти ісламізації Ірану. На сьогодні є одним із її лідерів.

## Титули і досягнення
- Володар Кубка Азії: 1976